# Притула Олена Юріївна
Оле́на Ю́ріївна Приту́ла (нар. 10 березня 1967) — українська журналістка, співзасновниця та редакторка суспільно-політичного інтернет-видання «Українська правда». Була головною редакторкою видання у 2000‒2014 роках та його власницею до 2021 року. Входила до 10 найвпливовіших жінок України за версією журналу «Фокус» у 2011‒2014 роках.

## Біографія

### Початок кар'єри
Народилася 10 березня 1967 року в місті Заволжя Горьківської області РРФСР. У віці 6 місяців переїхала з сім'єю до міста Ізмаїл Одеської області. У 1989 році закінчила факультет автоматики та обчислювальної техніки Одеського політехнічного інституту за фахом «Електроакустика та ультразвук». Одружилася з журналістом Володимиром Притулою. Незабаром переїхала з чоловіком до Севастополя, де працювала інженером у закритому НДІ.
У 1991 році під впливом чоловіка, який зайнявся журналістикою, покинула НДІ та стала кореспонденткою агентства УНІАР. У 1993 році перейшла до агентства «Інтерфакс-Україна», де пропрацювала до весни 2000 року. З 1993 до 1995 року також працювала стрингером агентства «Ройтерз» в Криму. У 1996 році переїхала до Києва. У тому ж році проходила стажування у Дюкському університеті в Північній Кароліні. З 1996 по 1999 рік висвітлювала діяльність президента України Леоніда Кучми для «Інтерфаксу». У липні 1999 року отримала звання заслуженого журналіста України.

### «Українська правда»
У грудні 1999 року Олена Притула разом з журналістами Сергієм Шолохом і Георгієм Гонгадзе прибула до Вашингтона з метою привернути увагу влади США до утиску свободи слова в Україні. За словами Притули, саме тоді виникла ідея про необхідність створення української новинної інтернет-газети. У квітні 2000 року Гонгадзе та Притула заснували «Українську правду». Гонгадзе став головним редактором, а Притула — його заступницею.
Після смерті Гонгадзе у вересні 2000 року Притула стала головною редакторкою «Української правди». У 2003 році отримала Стенфордську журналістську стипендію імені Джона Найта; період з серпня 2003 року по червень 2004 року провела у Стенфордському університеті, де вивчала інтернет-комунікації та нові медіатехнології. Незабаром після її повернення в Україну почалася Помаранчева революція, протягом якої «Українська правда» відігравала важливу роль у наданні своєчасної інформації для публіки в атмосфері цензурних обмежень.
Уже 2005 року «Українська правда» вийшла на самоокупність, отримуючи доходи від реклами. Згодом Притула доповнила «Українську правду» новинними сайтами на теми економіки, світського життя, місцевих новин, створивши інтегровану інтернет-медіагрупу. У жовтні 2014 року Притула передала посаду головної редакторки Севгіль Мусаєвій, залишившись у проєкті відповідальною за стратегію видання та спецпроєкти.
У 2021 році Притула продала «Українську правду» генеральному директору інвестиційної компанії Dragon Capital Томашу Фіалі. Станом на 2024 рік залишається у виданні в ролі редакторки та планує працювати в «Українській правді» до кінця війни.

## Особисте життя
У 1990-х роках була одружена з журналістом Володимиром Притулою. З 1997 року мала роман з Георгієм Гонгадзе. Вона була останньою, хто бачив його живим до викрадення та вбивства у вересні 2000 року.
Перебувала у стосунках з Павлом Шереметом, з яким познайомилась у 2008 році. У 2011 році Шеремет переїхав до Києва, а у 2014 став виконавчим директором «Української правди». У липні 2016 року Шеремет загинув у результаті вибуху машини, що належала Олені Притулі. Слідство розглядало замах на Притулу як одну з версій. У лютому 2018 року Притула у своїй заяві до генпрокурора Юрія Луценка виступила з вимогою розслідувати загибель Шеремета як терористичний акт.

## Нагороди
- 1999 — Заслужений журналіст України[8]
- 2005 — Міжнародна нагорода свободи преси імені Джона Об'юшона в номінації «Іноземні журналісти» (разом з Наталією Дмитрук)[25][26]
- 2009 — Премія імені Олександра Кривенка «За поступ у журналістиці»[27]